# Värnhems sjukhus
Värnhems sjukhus (tidigare Malmö sjukhem) var ett långvårdssjukhus som låg i Katrinelund i stadsdelen Malmö Centrum. Med 1300 vårdplatser var det en gång norra Europas största sjukhus för långvård. Inom sjukhusområdet fanns också Celsiusgården som fungerade som ålderdomshem som drevs separat av Malmö kommun.
1994 togs beslut om nedläggning, vilket ledde till att Värnhems sjukhus lades ned 2002. Därefter byggdes sjukhuset om till studentboende, som stod klart 2004, och Rönnenskolan.
På sjukhusområdet låg tidigare Malmö arbetsinrättning som 1897 uppfördes enligt ritning av Salomon Sörensen och öppnade 1899.
Ett flertal av byggnaderna som utgjorde Värnhems sjukhus ritades av arkitekt Sture Kelfve.
Värnhems Sjukhus var ett universitetssjukhus. Professuren i långvårdsmedicin var knuten till Institutionen för klinisk samhällsmedicin vid Lunds universitetet med placering vid Värnhems Sjuhkhus. Det fanns dels klinikavdelningar, dels sjukhemsavdelningar. Åldersdemens, hjärnskador, hjärt- och cirkulationssjukdomar, neurologiska sjukdomar, Parkinson, muskeldystrofier utgjorde sjukdomsbilden bland patienterna.
Det fanns en Dagvårdsavdelning med 30 platser på Värnhems Sjukhus, det fanns ytterligare 12 platser tillhörande Värnhems Sjukhus placerade på Sjukhemmet på Malmö Allmänna Sjukhus.
Dagvårdsavdelningens patienter utgjordes av patienter med behov av fortsatt rehabilitering, men utan behov av sluten sjukvård.
Det fanns också en Nattvårdsavdelning med 10 platser knuten till Värnhems Sjukhus. Patienter som klarade av att vara hemma under dagtid, men som olika skäl inte klarade av nätterna på egen hand.
För rehabilitering fanns det både fysio- och arbetsterapier vid sjukhuset. Likaså fanns det en röntgen- och en patologiavdelning, samt laboratorier för klinisk kemi och fysiologi.
En öppenvårdsavdelning med ca 3500 besök/år, och en inkontinensmottagning med ca. 250 besök/år fanns också på Sjukhuset.
För att motverka isolering och passivitet bland de ofta långliggande patienterna fanns det en socioterapiavdelning vid sjukhuset. Denna hade till uppgift att tillgodose patienternas behov av intellektuell och kulturell stimulans. Verksamheten byggde på att aktivera patienterna genom olika gruppverksamheter såsom, film- och musikunderhållning, men även utfärder och studiecirklar.
De enda verksamma vårdenheterna på det dåvarande sjukhusområdet är idag vård- och gruppboendet Rönnblomsgatan samt äldreboendet Nobelgården. Rönnens förskola som idag finns i området öppnade 1966 för att fungera som förskola åt de sjukhusanställdas barn.

## Galleri

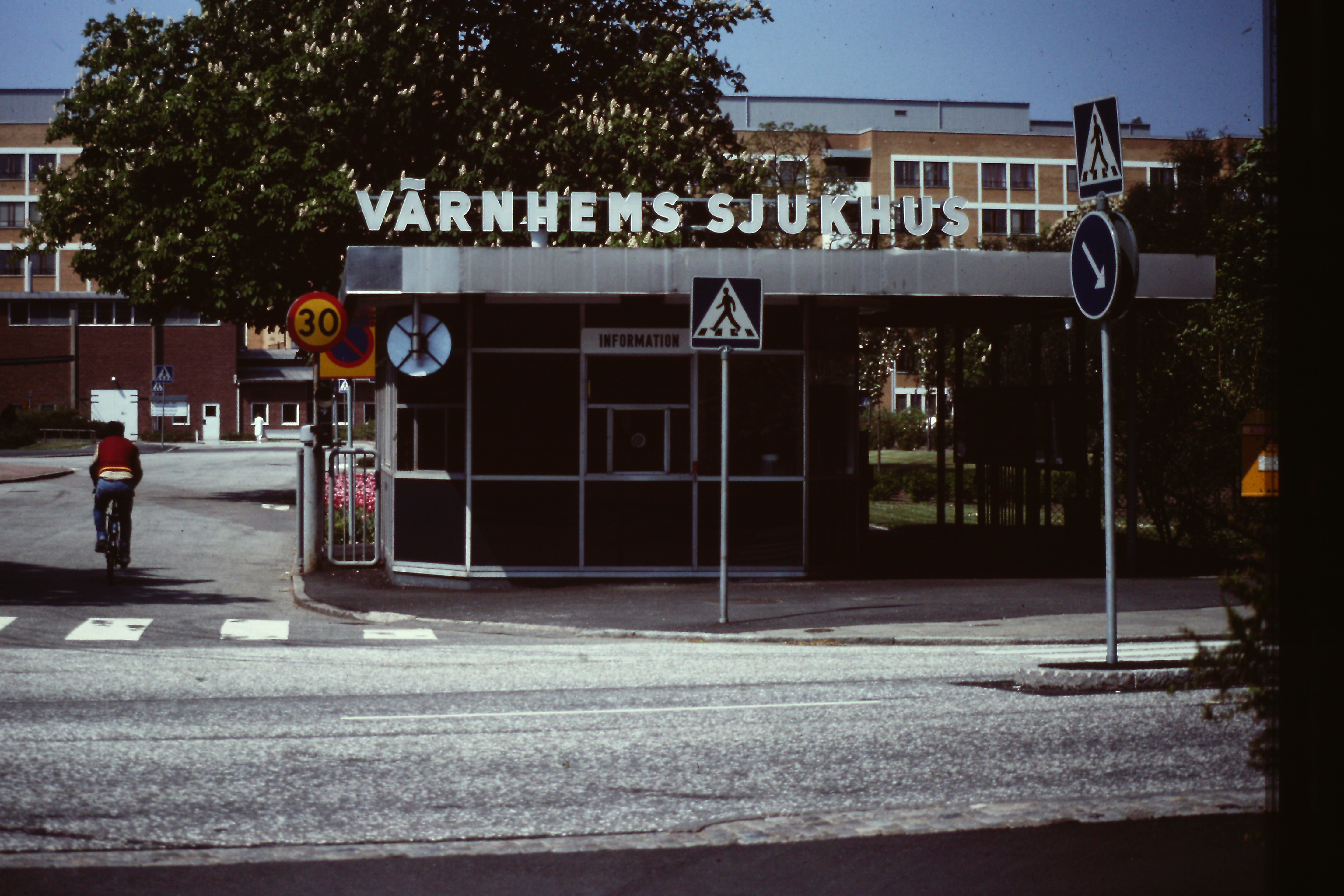
Portvakten
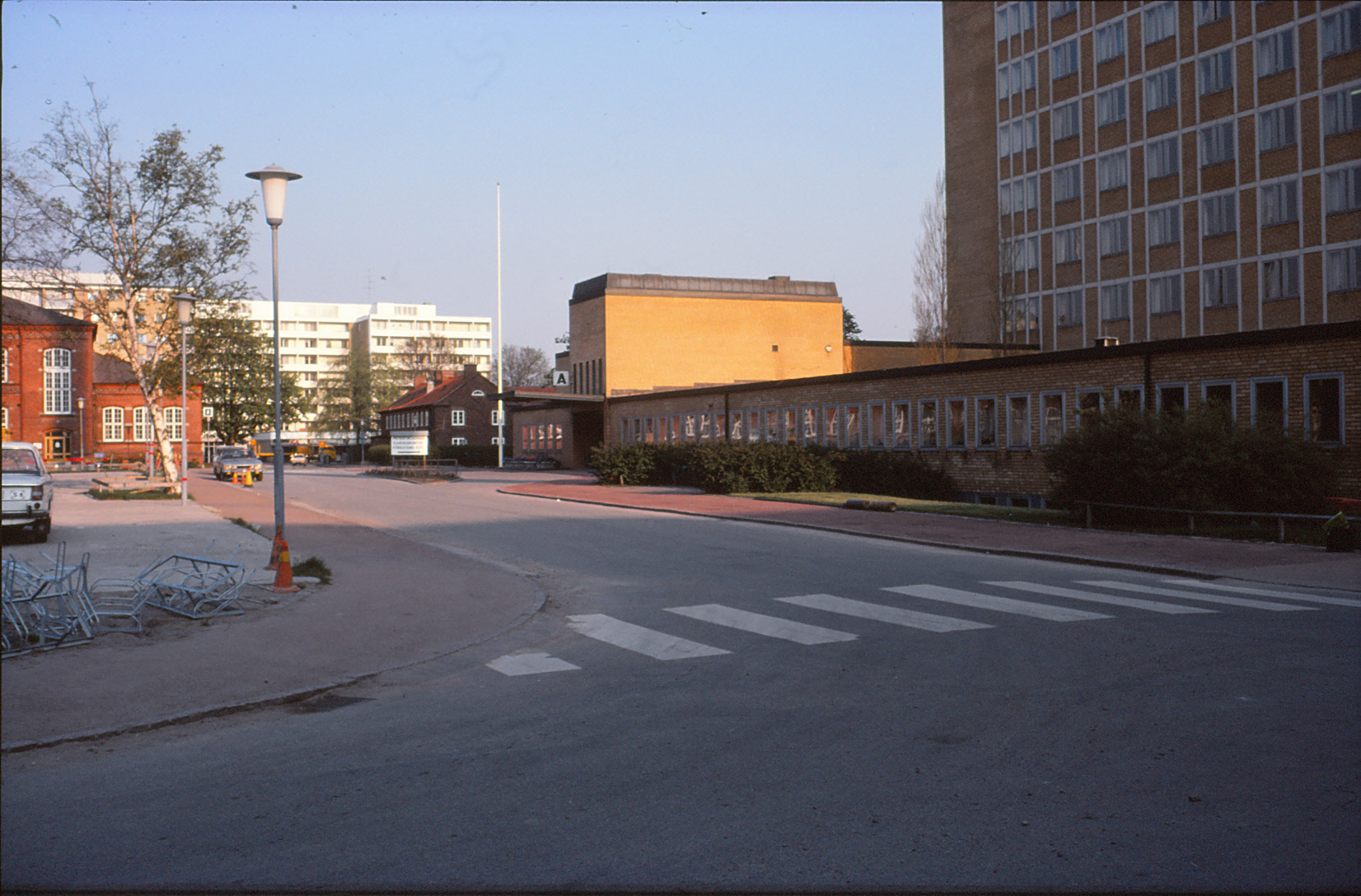
Byggnad A (sjukhuskontor)
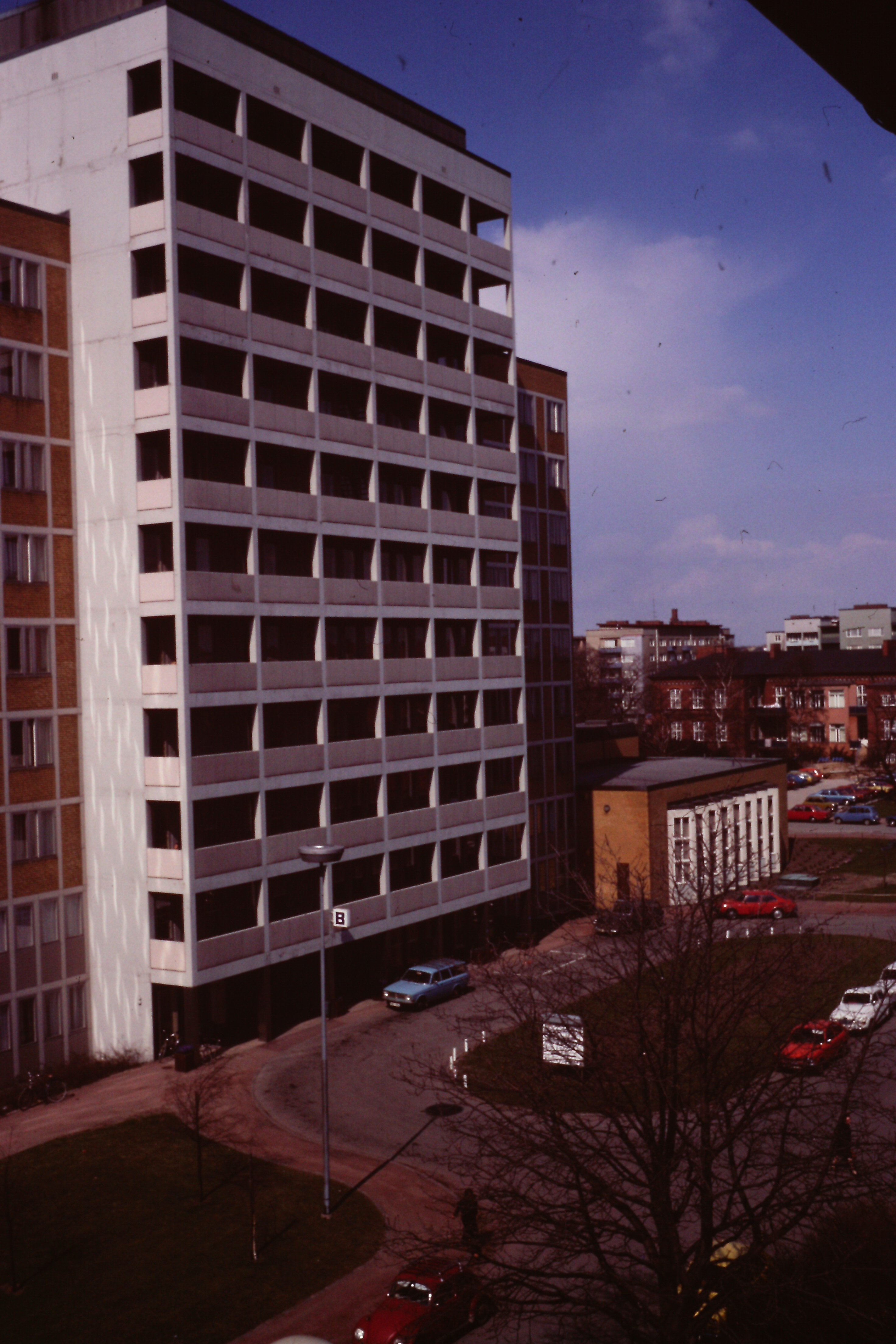
Byggnad B (entré)
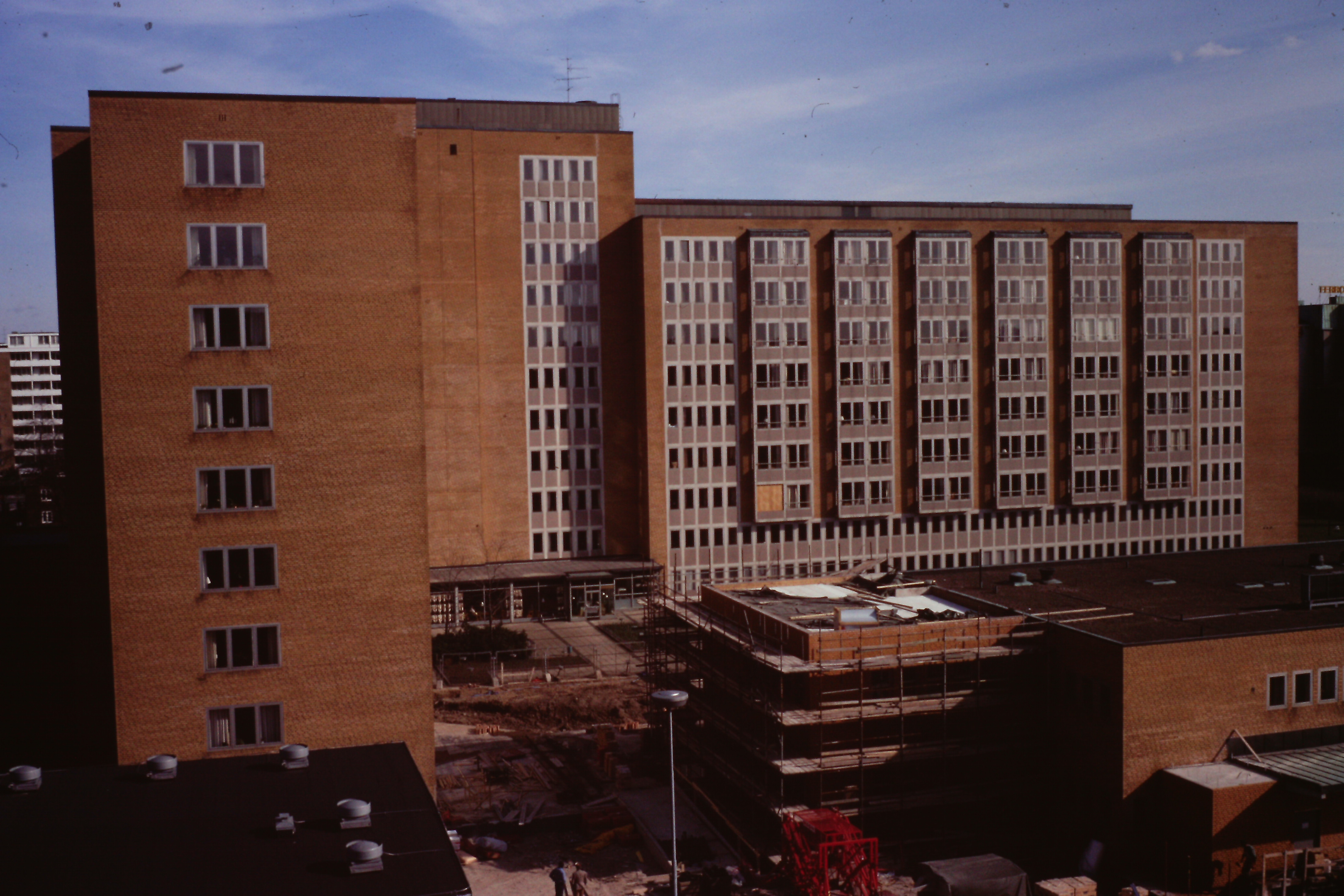
Byggnad B (baksida)
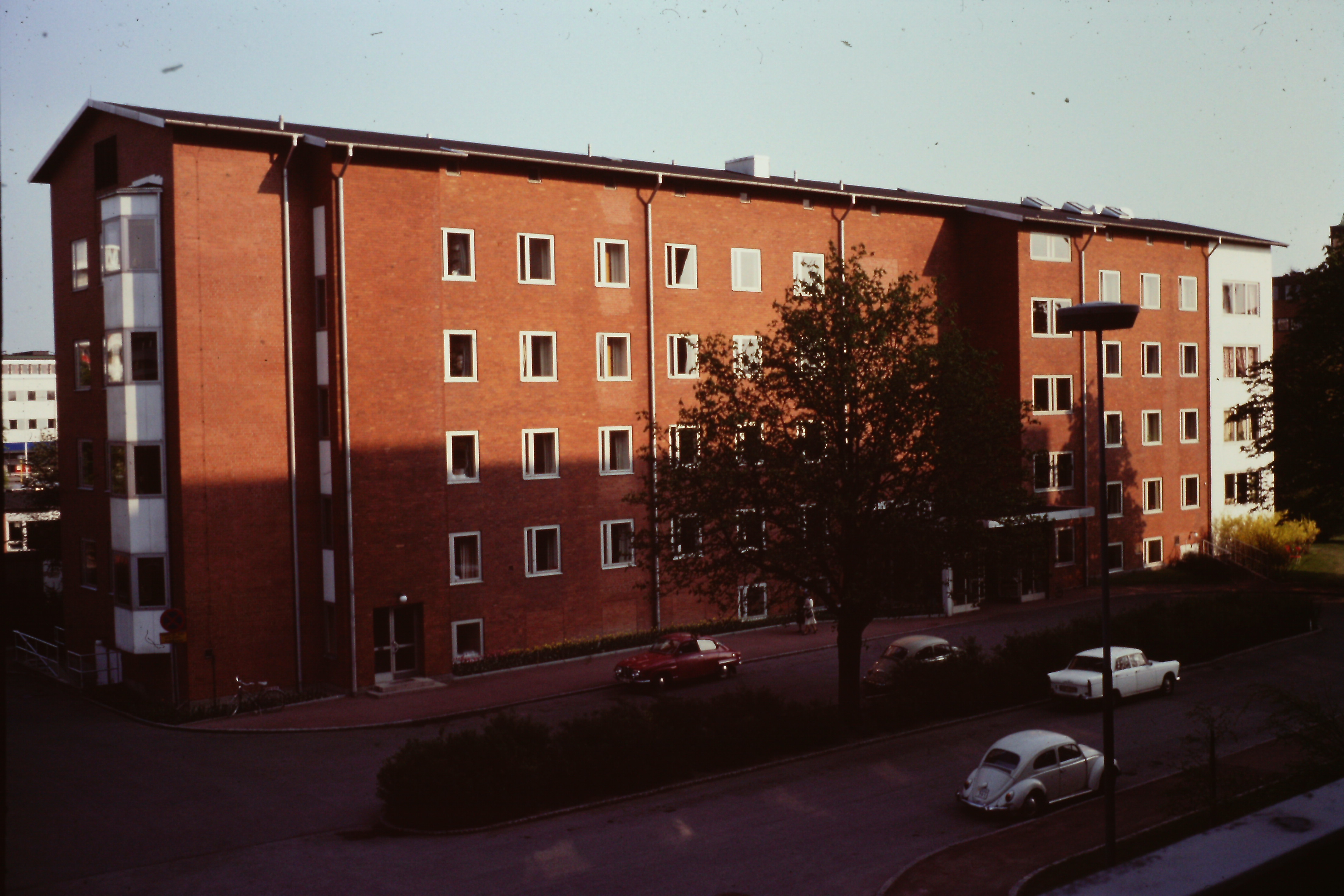
Byggnad C
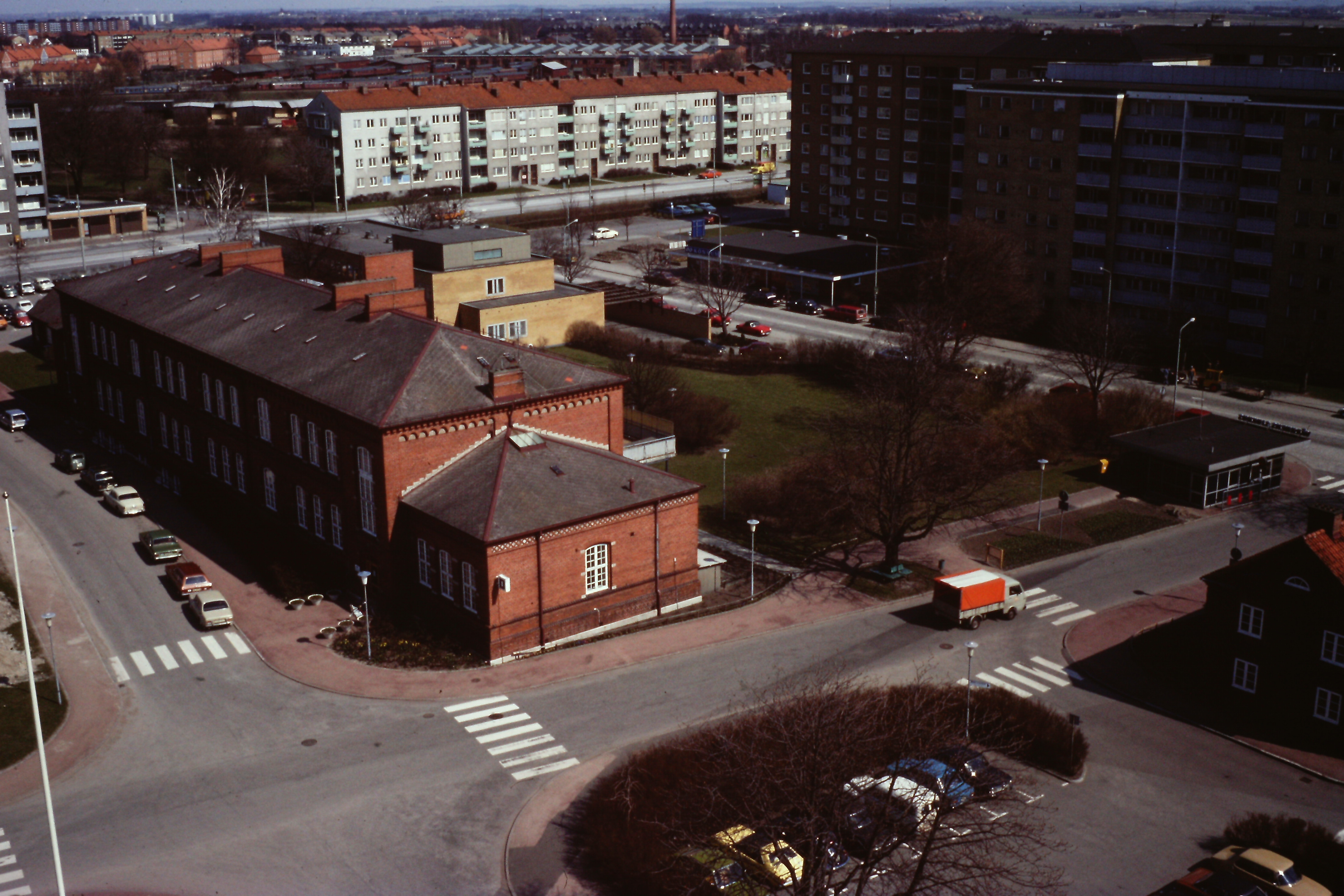
Byggnad D (riven)
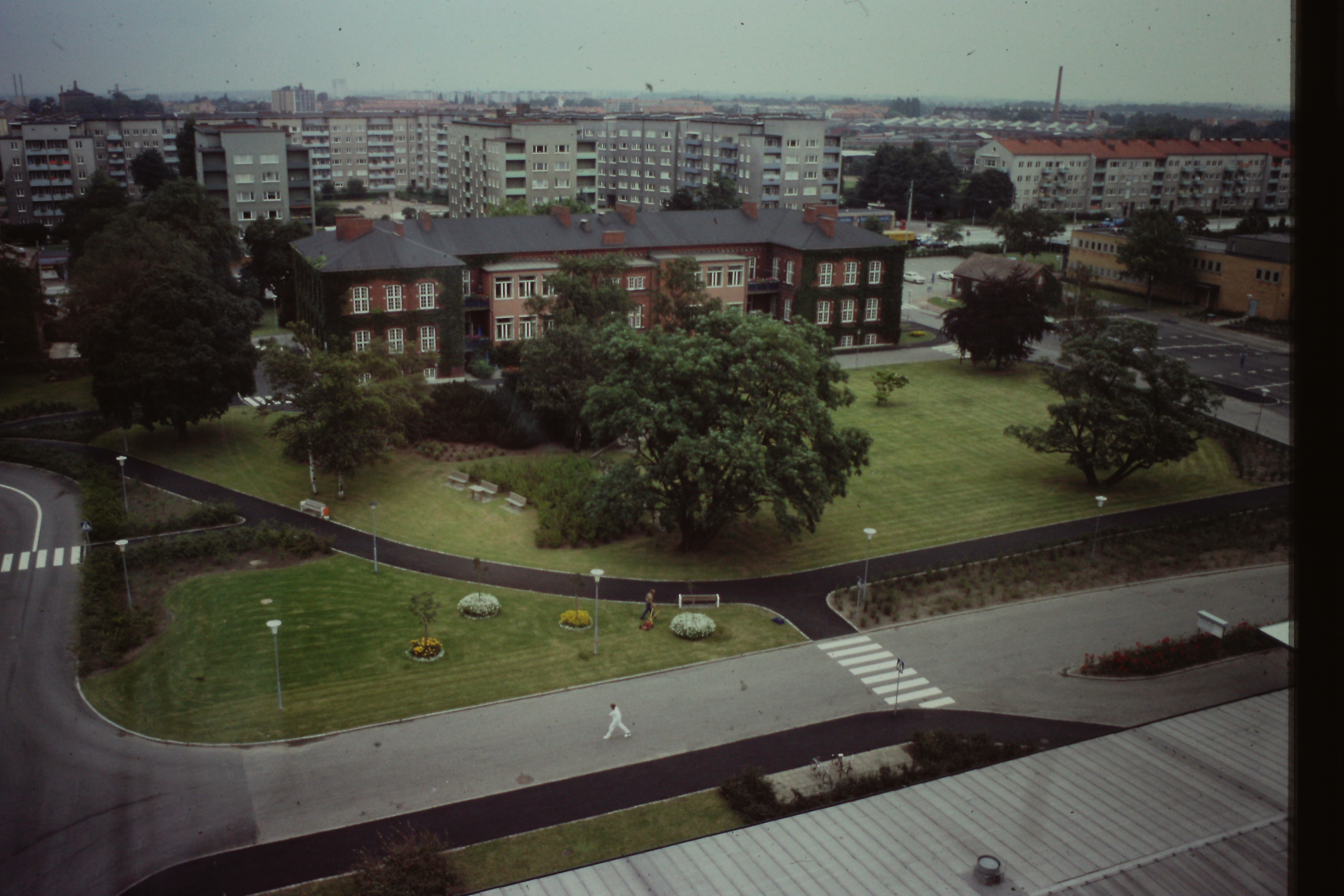
Byggnad E
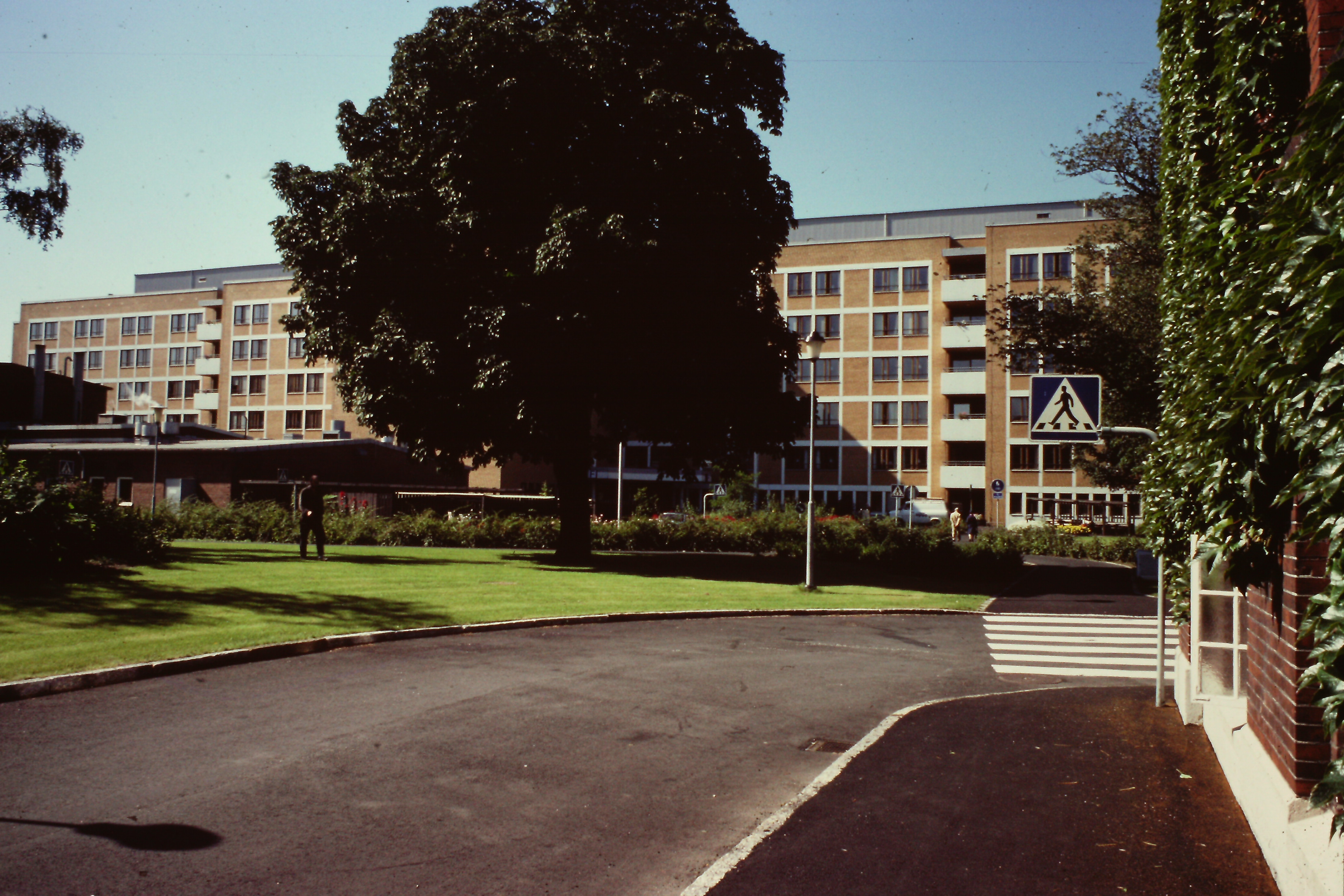
Byggnad F
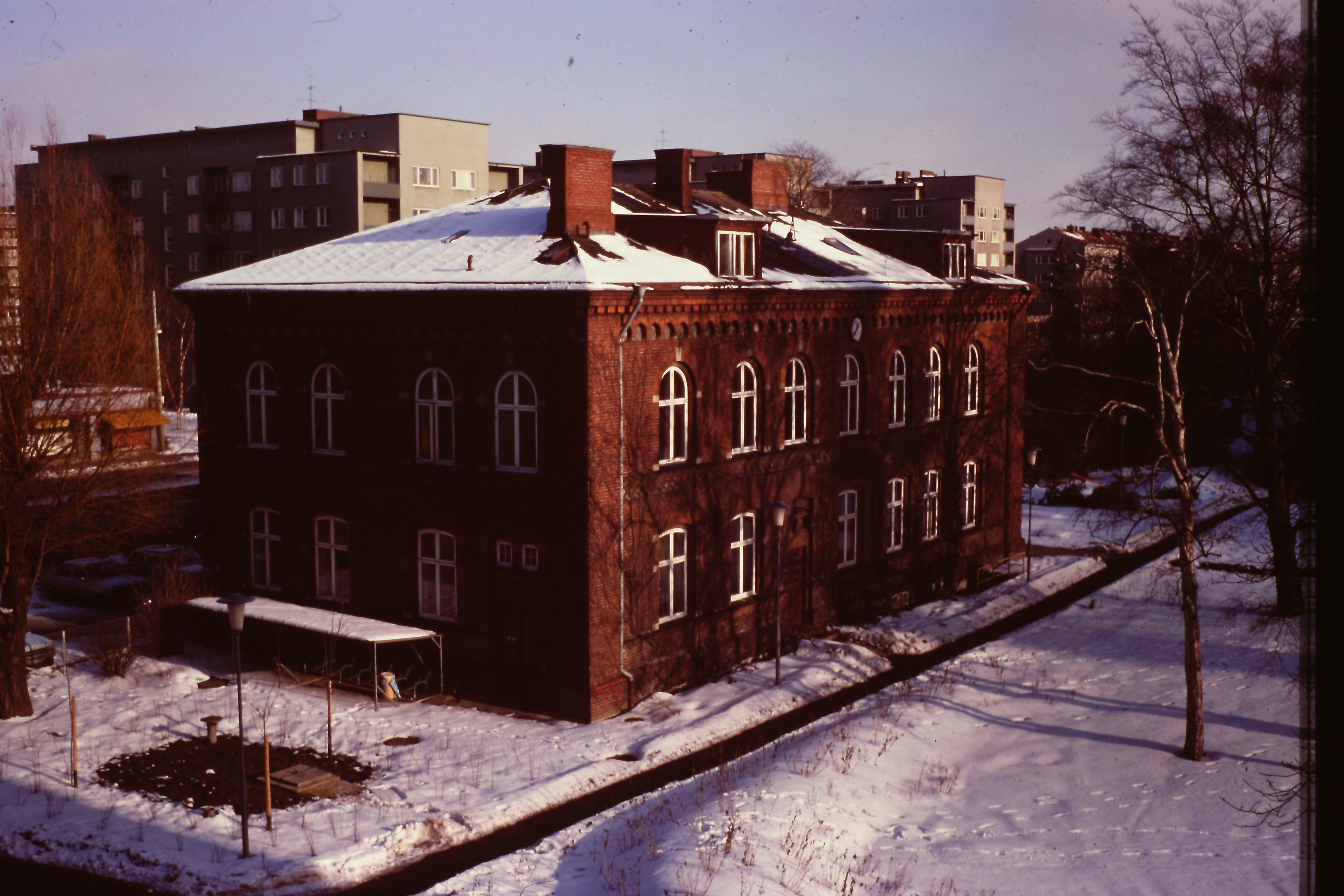
Byggnad G
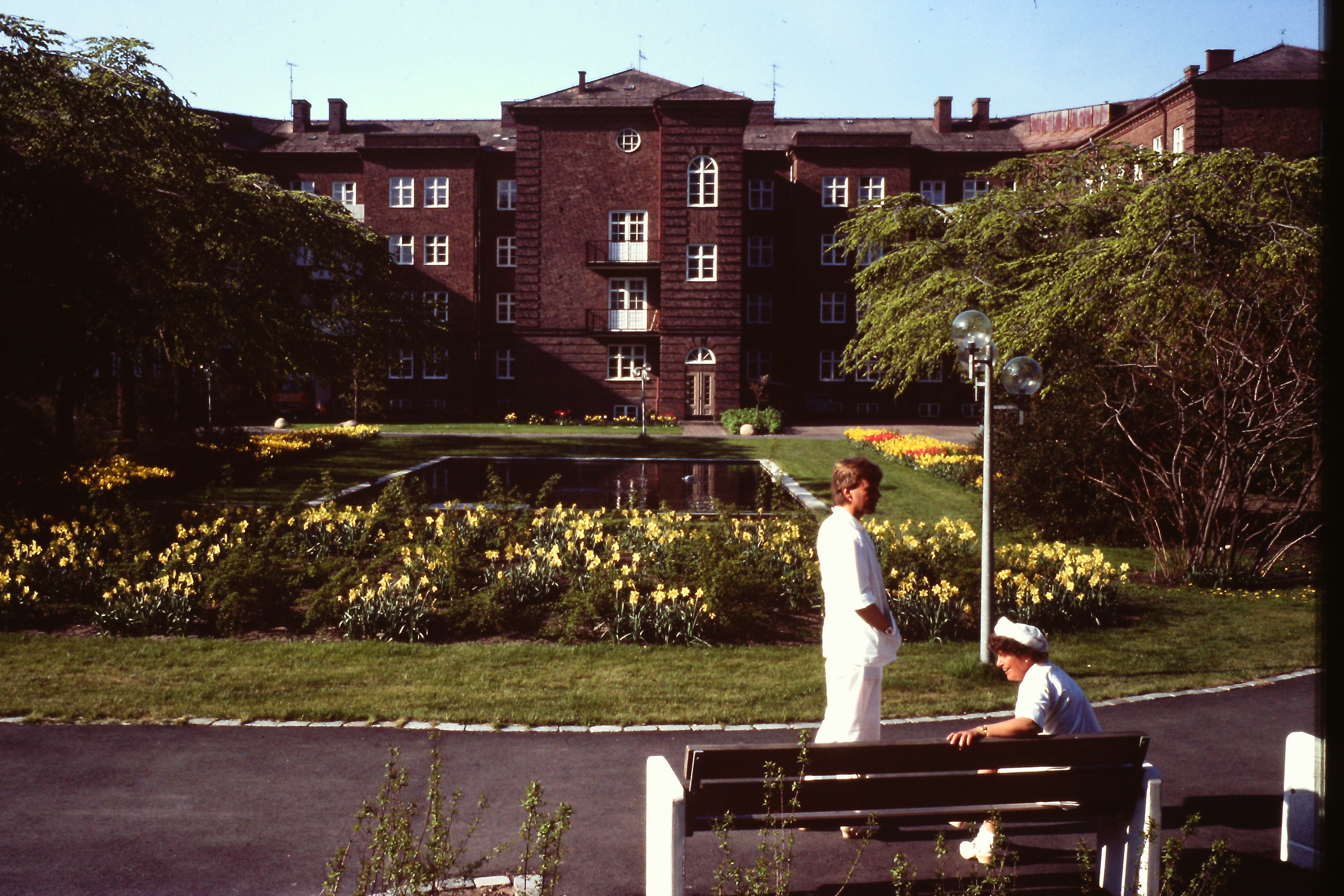
Ålderdomshemmet Celsiusgården
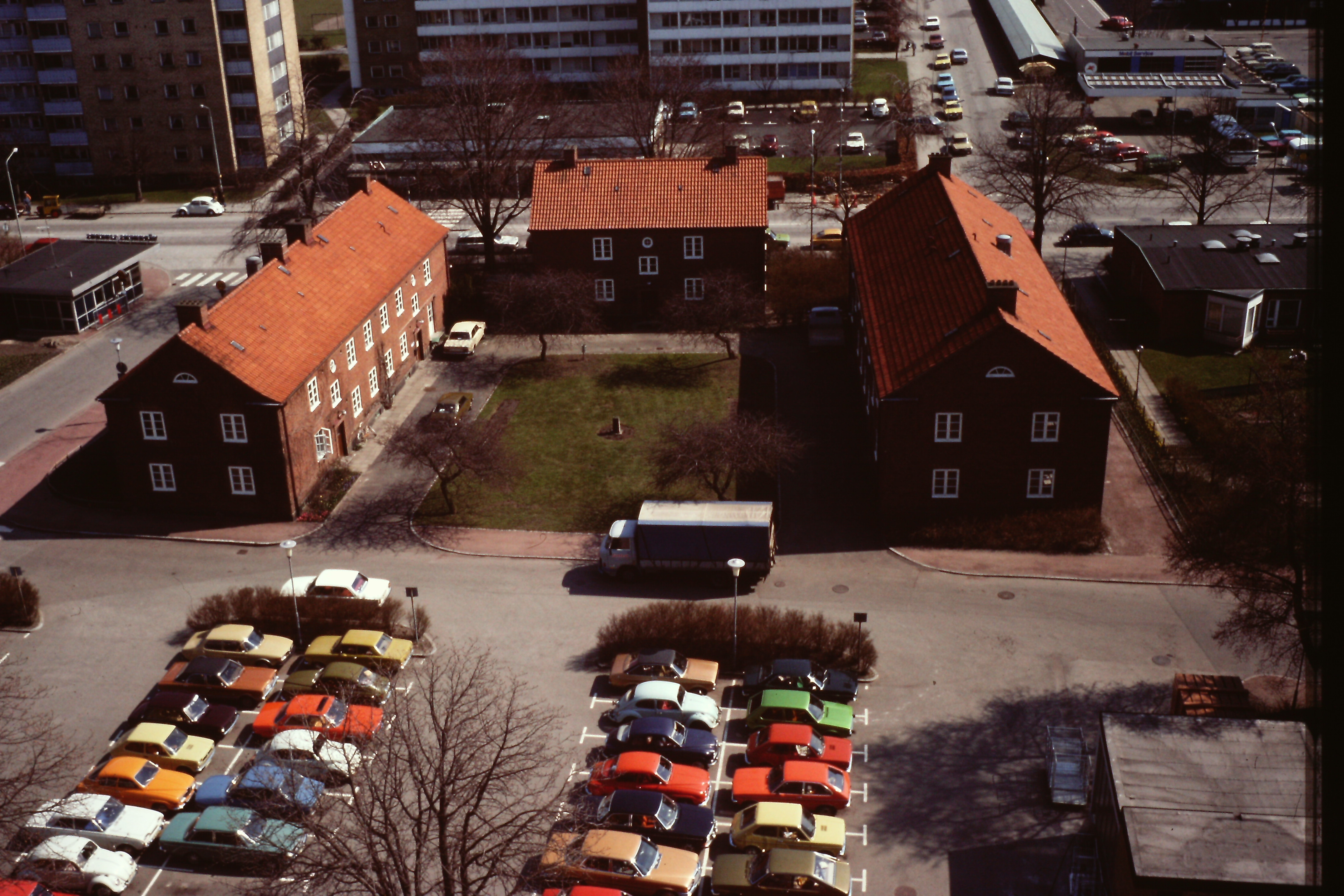
Nobelgården